# 高橋英樹 (植物学者)
高橋 英樹（たかはし ひでき、1953年 - ）は、日本の植物学者。専門は植物生態地理学、植物形態学。北海道大学総合博物館特任教授。北海道大学名誉教授。理学博士（東北大学）。

## 略歴・人物
1953年、群馬県高崎市生まれ。1972年、静岡県立静岡高等学校卒業。1976年、東北大学理学部生物学科卒業。1981年、東北大学大学院理学研究科生物学専攻博士課程修了。1981年、北海道大学農学部附属植物園助手。1989年、同植物園助教授。1999年、北海道大学総合博物館教授。2017年、北海道大学総合博物館資料基礎研究系特任教授。Botanica Pacifica 編集委員。

## 著書
- 『千島列島の植物』 北海道大学出版会 2015.2[4]

### 共著
- 『ランの王国』 編著 北海道大学出版会 2016.8
- 『須崎忠助植物画集：大雪山植物其他』 解説分担 北海道大学出版会 2016
- 『新しい植物分類学Ⅰ』 分担執筆 講談社 2012
- 『クラーク博士と札幌の植物』 共編 北海道大学総合博物館 2012
- 『マキシモヴィッチ・長之助・宮部』 編 北海道大学総合博物館 2010
- 『北大千島研究の系譜：千島列島の過去・現在・未来』 共編 北海道大学総合博物館 2007
- 『北大樺太研究の系譜：サハリンの過去・現在・未来』 共編 北海道大学総合博物館 2006
- 『北大自然史タイプコレクション：128年知の伝承』 分担執筆 21世紀COE「新自然史科学創成」/北海道大学総合博物館 2004
- 『レッドデータプランツ』 分担執筆 山と渓谷社 2003
- 『北海道の湿原と植物』 分担執筆 北海道大学図書刊行会 2003
- 『高山植物の自然史：お花畑の生態学』 分担執筆 北海道大学図書刊行会 2000
- 『花粉学事典』 分担執筆 朝倉書店 1994
- 『日本の絶滅危機植物図鑑レッドデータプランツ』 分担執筆 宝島社 1994

## 受賞
- 2016年 日本花粉学会学術賞[2][5]